# Station Trompet
Station Trompet is een treinstation in het stadsdeel Trompet van de Duitse stad Duisburg en ligt aan de spoorlijn Rheinhausen - Kleve, de spoorlijn Trompet - Homberg en de spoorlijn Trompet richting aansluiting op onder andere DB 2505.